# Thalaba ibn Salama al-Amilí
Thàlaba ibn Salama al-Amilí (àrab: ثعلبة بن سلامة العاملي, Ṯaʿlaba ibn Salāma al-ʿĀmilī) fou valí de l'Àndalus (742-743).
Lloctinent de Balj ibn Bixr, el va succeir com a valí de l'Àndalus. Enfrontat a una coalició d'amazics i àrabs baladís, els va vèncer a la batalla de Mèrida i va intentar vendre als vençuts com a esclaus a Qurtuba. Le seva actitud prokaysita i aquesta mesura, quan se'n va assabentar el califa Al-Walid II, li va reportar la seua immediata destitució i substitució per Abu-l-Khattar al-Hussam ibn Dirar.